# Ageneiosus
Ageneiosus és un gènere de peixos de la família dels auqueniptèrids i de l'ordre dels siluriformes.

## Taxonomia
- Ageneiosus atronasus (Eigenmann & Eigenmann, 1888)[2]
- Ageneiosus brevis (Steindachner, 1881)[3]
- Ageneiosus inermis (Linnaeus, 1766)[4]
- Ageneiosus magoi (Castillo & Brull G., 1989)[5][6]
- Ageneiosus marmoratus (Eigenmann, 1912)[7]
- Ageneiosus militaris (Valenciennes, 1836)[8]
- Ageneiosus pardalis (Lütken, 1874)[9]
- Ageneiosus piperatus (Eigenmann, 1912)[7]
- Ageneiosus polystictus (Steindachner, 1915)[10]
- Ageneiosus rondoni (Miranda-Ribeiro, 1914)[11]
- Ageneiosus ucayalensis (Castelnau, 1855)[12]
- Ageneiosus valenciennesi (Bleeker, 1864)[13]
- Ageneiosus vittatus (Steindachner, 1908)[14]